# ابراهیم مونکورو
ابراهیم مونکورو (انگلیسی: Ibrahim Mounkoro؛ زادهٔ ۲۳ فوریهٔ ۱۹۹۰) بازیکن فوتبال اهل مالی است.
وی همچنین در تیم ملی فوتبال مالی بازی کرده است.